# فيلق راديو المرأة

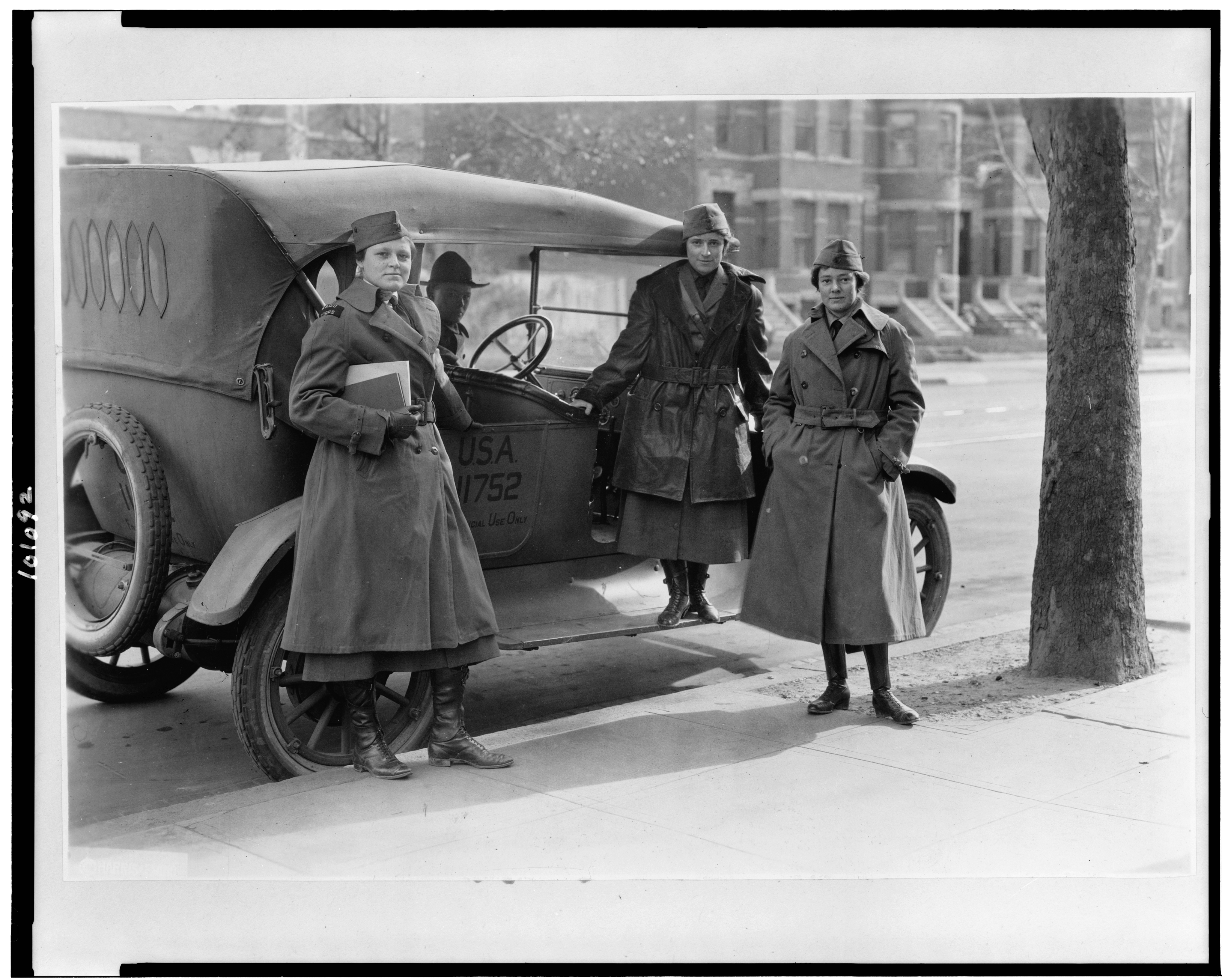
فيلق راديو المرأة

فيلق راديو المرأة (Women's Radio Corps) (WRC) تم إنشاؤه من قبل إدنا أوين (يُنسب إليه عمومًا باسم زوجها، السيدة هربرت سومنر أوين) ومجلس إستشاري خلال الحرب العالمية الأولى. كان الهدف من هذا الفرع من فيلق الإشارة بالجيش الأمريكي هو تجنيد النساء للتدريب كمشغلات لاسلكي، من أجل استبدال مشغلي اللاسلكي الذكور الذين ذهبوا إلى الحرب. تقاربت أنشطة الفيلق مع الأنشطة اللاسلكية في زمن الحرب وتدريب الرابطة الوطنية لخدمة المرأة التي أدارت أوين فصولها التدريبية.

## مؤسسة
تم إنشاء الهيئة الإذاعية النسائية خلال الحرب العالمية الأولى من قبل إدنا أوين ومجلس استشاري يتألف من العديد من الشخصيات المؤثرة في مجال الاتصالات اللاسلكية: جانو دن، الرئيس السابق للمعهد الأمريكي لمهندسي الكهرباء ؛ ألفريد جولدسميث ، المؤسس المشارك لمعهد مهندسي الراديو ؛ إدوارد ج. نالي، نائب الرئيس والمدير العام لشركة ماركوني للتلغراف اللاسلكية الأمريكية ؛ والأستاذ في جامعة كولومبيا مايهاغلو بوبين ، ثم رئيس معهد مهندسي الراديو. ترأست أوين المجلس بنفسها وكانت مسئولية توريد جهاز التدريب اللاسلكي للمؤتمر العالمي للاتصالات الراديوية تقع على عاتق المدير التجاري لـنالي، ديفيد سارنوف.
بعد ستة أيام فقط من دخول الولايات المتحدة الحرب في أبريل 1917 ، عرضت أوين توفير 500 مشغل لاسلكي مرخص له في ستة أشهر، من أجل تحقيق هذا الهدف الطموح للغاية، قامت أوين بحملة بلا كلل لإضافة مجندين، حيث ألقت محاضرات لما يصل إلى 200 شابة في وقت واحد في محاضرات في نيويورك وواشنطن العاصمة حول «العديد من الفرص الرائعة» .
تلقى أعضاء هيئة الإذاعة النسائية نفس الدورات وحصلوا على نفس التراخيص اللاسلكية من مكتب الملاحة بالولايات المتحدة مثل مشغلي اللاسلكي الذكور. كان النشاط الأول للمؤتمر العالمي للاتصالات الراديوية (WRC) هو تدريس دروس اللاسلكي للرجال الذين تمت صياغتهم في Long Island. عمل أعضاء WRC أيضًا كمفتشين للأجهزة اللاسلكية وعملوا في قسم البحث والتطوير اللاسلكي في فيلق إشارة الجيش الأمريكي.

## بعد الحرب
مع إعلان الهدنة في نوفمبر 1918 لم يتم تسريح المؤتمر العالمي للإتصالات الراديوية، بل تم تغيير مساره وبدأ في تدريب النساء على العمل كمشغلات لاسلكية تجارية - إعتقدوا أن التلغراف اللاسلكي كان «أحد أهم الوظائف الجديدة العديدة المتاحة للنساء» -  عادت المحطات اللاسلكية الأمريكية التي تم تأميمها خلال الحرب إلى الملكية الخاصة.
بحلول أواخر عام 1918 إنتقل بعض أعضاء WRC إلى واشنطن العاصمة ، حيث إنضموا إلى العديد من النساء غير المتزوجات لملأ العمال الذكور في البيروقراطيات الحكومية، وإنشاء دار داخلية وإنشاء مقارهم في 2834 شارع 14 في حي كولومبيا هايتس. بحلول يناير 1919  تضائلت عضويتهم إلى 21 ويبدو أن الهيئة قد تم حلها.